# Janirella ornata
Janirella ornata är en kräftdjursart som beskrevs av Yakov Avadievich Birstein1963. Janirella ornata ingår i släktet Janirella och familjen Janirellidae. Inga underarter finns listade i Catalogue of Life.